# Upper information region
Pour les articles homonymes, voir UIR.
Une région supérieure  d'information de vol (ou UIR, de l'anglais upper information region) est une région d'information de vol en espace aérien supérieur.

## En France
En France l'UIR s'étend du FL 195 à illimité. 
Elle est en espace aérien de classe C du FL 195 au FL 660 puis de classe G du FL 660 à illimité.